# Nationaal park Cavernas do Peruaçu
Het Nationaal park Cavernas do Peruaçu is een nationaal park in Brazilië, opgericht in 1999. Doel is het waardevolle geologische en archeologische erfgoed in deze regio te beschermen. Het park heeft een oppervlakte van 58.000 ha en ligt op ongeveer 45 km van de stad Januária en 15 km van Itacarambi, in het noorden van Minas Gerais. Het park herbergt meer dan 140 grotten, meer dan 80 archeologische vindplaatsen en grotschilderingen. Het gebied wordt bewoond door de inheemse stam van de Xakriabá.
Het gebied werd al 11.000 jaar geleden bewoond door mensen.
Het nationaal park werd in juli 2025 tijdens de 47e sessie van de Commissie voor het Werelderfgoed in Parijs erkend als UNESCO natuur-werelderfgoed en aan de werelderfgoedlijst toegevoegd. Het werd erkend omdat het park zich onderscheidt door zijn spectaculaire karstlandschappen, grootschalige grotten en rijke biodiversiteit. De horizontale grottennetwerken, uitgehouwen in carbonaatgesteenten, hebben opmerkelijke speleothemen, ingestorte zinkgaten, kalkstenen bogen en ondergrondse rivieren. Ontwikkeld op het stabiele São Francisco-kraton, weerspiegelt de site de belangrijkste klimatologische en geologische veranderingen van het Plio-Pleistoceen. Op het kruispunt van drie biomen (Cerrado, Caatinga en Atlantic Forest) herbergt het meer dan 2.000 planten- en diersoorten, waaronder veel bedreigde diersoorten.

## Geologie
De oorsprong van het gebied gaat terug tot miljoenen jaren geleden, toen een deel van Brazilië werd overspoeld door het water van een binnenzee. Dit leidde tot het ontstaan van grote getallen enorme kalkstenen formaties en duizenden grotten verspreid over heel Brazilië. De Peruaçu-rivier, een zijrivier van de Rio Sao Francisco, zocht zijn weg en door de eroderende werking van het water ontstond het landschap.

## Fauna
In het park komen de volgende bedreigde diersoorten voor: de manenwolf Chrysocyon brachyurus, Leopardus pardalis mitis, Leopardus colocolo, Panthera onca, Penelope ochrogaster, Phylloscartes roquettei, Puma concolor capricornensis en Tritacarambiensis Trichomycterus.

## Toerisme
Bezoek aan het gebied is alleen na toestemming mogelijk, mede vanwege risico's de formaties te beschadigen. De beheerder is ICMBio.